# Monte Tyree
Il Monte Tyree è la seconda montagna più alta dell'Antartide, situata a 13 chilometri a nord-ovest del Monte Vinson (4892 m), la vetta più alta del continente, ed è circondato dal ghiacciaio Patton a nord e dal ghiacciaio Cervellati a sud-est.

## Storia
Il Monte Tyree fu scoperto nel gennaio 1958 durante i voli di ricognizione della squadriglia della United States Navy VX-6. La montagna fu chiamata così in onore del contrammiraglio David M. Tyree, comandante della U.S. Naval Support Force in Antartide, dal 14 aprile 1959 al 26 novembre 1962.
A partire dal 2017, la vetta è stata scalata solo in sei occasioni, per un totale di quindici persone, attraverso tre diverse rotte: nel gennaio 1967 da John Evans e Barry Corbet; nel gennaio 1989 da Terry Mugs Stump; nel 1997 dagli alpinisti francesi Antoine de Choudens, Antoine Cayrol, e successivamente dagli americani Conrad Anker e Alex Lowe, il 3 gennaio 2012 da Hans Kammerlander, Robert Miller e Christian Stangl hanno ripetuto la rotta francese per la quinta salita. Dei quindici alpinisti che hanno scalato con successo il monte Tyree, tre sono morti, a causa di incidenti di alpinismo non collegati entro quattro anni dalle rispettive ascensioni. La parete sud ancora intatta è alta 2 000 metri ed è una delle pareti più grandi in Antartide.
Il 16 gennaio 2017, cinque alpinisti hanno fatto la sesta salita del Monte. La spedizione Tyree 50/50 comprendeva Richard Thurmer Jr, Victor Saunders, Maria Paz Ibarra, Seth Timpano e Todd Tumolo. Thurmer è il primo scalatore dilettante e il secondo uomo più anziano (61 anni) a scarlare il monte, dopo Victor Saunders (66 anni). Maria "Pachi" Paz Ibarra è la prima donna a raggiungere la vetta. La spedizione Tyree 50/50 di gennaio 2017 è stata il 50º anniversario della prima scalata nel gennaio 1967.